# Schimbarea la față a lui Hristos (Bellini)
Schimbarea la față a lui Hristos (cunoscută și drept Transfigurarea lui Hristos) este o pictură în ulei pe panou creată de maestrul italian renascentist Giovanni Bellini în cca.1480, acum găzduit în Galeria Capodimonte din Napoli, Italia.
La acea vreme, Bellini deja abandonase arta gotică și trecuse peste influența lui Mantegna. Imaginea este creată într-un stil mai relaxat decât versiunea mai timpurie a Transfigurării. Lucrarea este semnată drept IOANNES BELLINUS pe un pergament mic agățat de gardul din prim-plan. Frunzele copacului din partea dreaptă, precum și fețele lui Iacob și Petru, sunt refăcute într-o restaurare ulterioară.